# 福康寧隧道

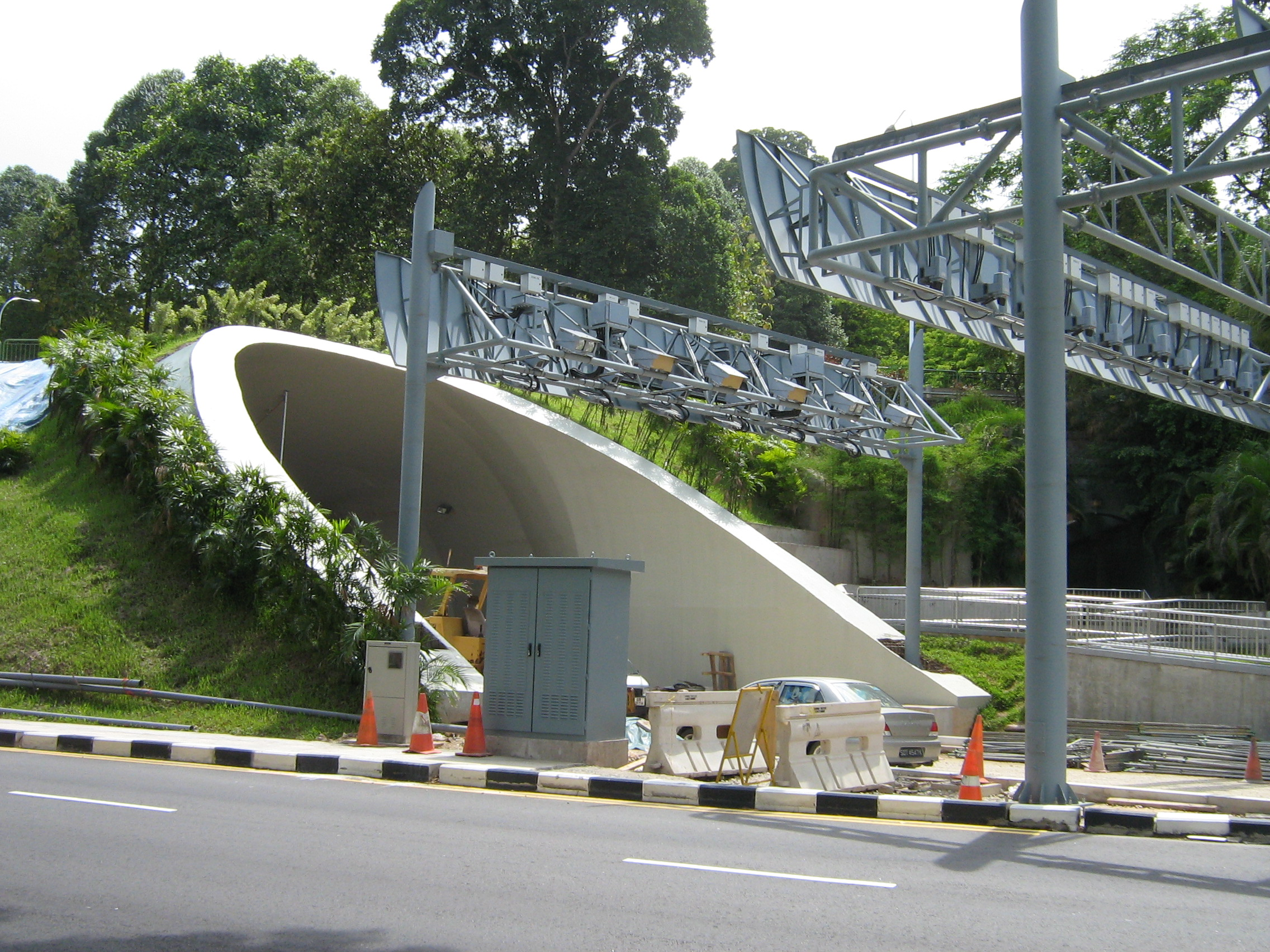
福康寧隧道，攝於2006年11月。

福康寧隧道（英語：Fort Canning Tunnel），縮寫成FCT ，是新加坡中區的一個供駕車者行駛的車行隧道。

## 施工情形

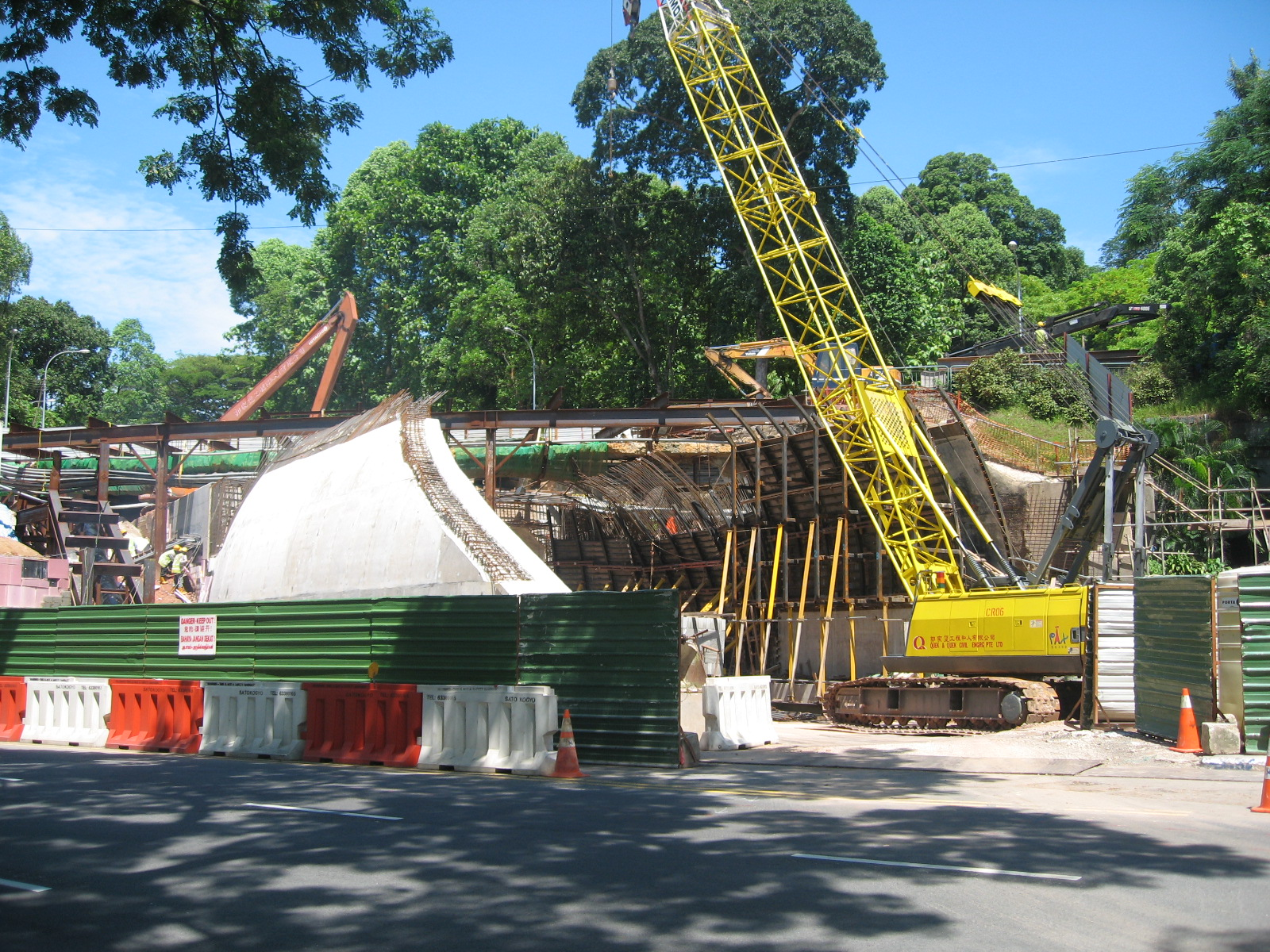
2006年5月，正在興建中的福康寧隧道。

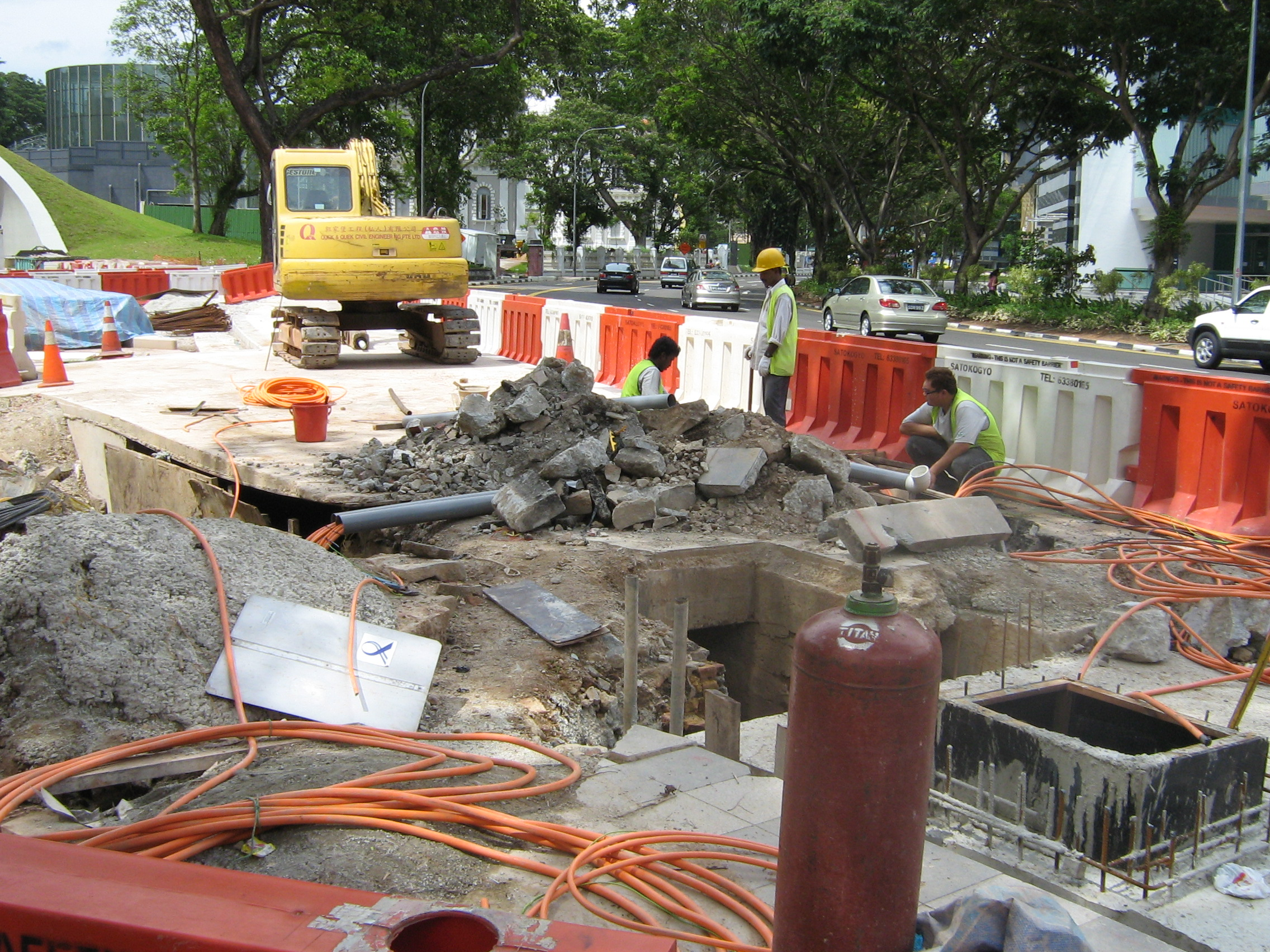
工人正在維修隧道入口的管線